# Prochoerodes transtincta
Prochoerodes transtincta är en fjärilsart som beskrevs av Walker 1860. Prochoerodes transtincta ingår i släktet Prochoerodes och familjen mätare. Inga underarter finns listade i Catalogue of Life.